# Артур Міцкевич
Артурс Міцкевичс (латис. Artūrs Mickevičs; народився 2 січня 1991, Лієпая, Латвія) — латвійський хокеїст, нападник. Виступає в лієпайському Металургсі. Виступав у складі юніорської збірної Латвії (U-18) та молодіжної збірної Латвії (U-20),